# 조회 (행사)
조회(朝會)는 학교 및 회사에서 열리는 집회이다. 주로 아침에 모인다. 조례(朝礼)라고도 한다.

## 개요

### 학교
학교에서 실시하는 조회는 매주 월요일에 행해지는 경우가 많다. 월요일로 정한 것은 일주일의 시작을 뜻하기 때문이다. 과거에는 체육관이나 운동장 등 넓은 곳에 학교의 모든 학생이 모여서 하는 것이 대부분이었으나, 최근에는 방송 기재의 보급으로 학생이 각 교실에 있는 상태에서 방송 조회를 하기도 한다. 내용은 학교에 따라 다르나 보통 국가 제창, 상장 수여, 교장 훈화(訓話), 교가 제창 등으로 구성된다.

### 회사
회사 조회란, 일을 하기 전 하는 조회다. 보통 매일에 진행하는데, 순서는 학교와 같다.